# Wintrich
Wintrich település Németországban, Rajna-vidék-Pfalz tartományban. Lakosainak száma 916 fő (2023. december 31.).

## Népesség
A település népességének változása:
| Lakosok száma | 1110 | 888  | 889  | 890  | 939  | 916  |
|               | 1975 | 2017 | 2019 | 2021 | 2022 | 2023 |